# Haplochorema sumatranum
Haplochorema sumatranum är en enhjärtbladig växtart som beskrevs av Isaac Henry Burkill. Haplochorema sumatranum ingår i släktet Haplochorema och familjen Zingiberaceae.
Artens utbredningsområde är Sumatera. Inga underarter finns listade i Catalogue of Life.